# Idris helpidis
Idris helpidis är en stekelart som först beskrevs av Hickman 1967.  Idris helpidis ingår i släktet Idris och familjen Scelionidae. Inga underarter finns listade i Catalogue of Life.